# Arnolfo III di Fiandra
Arnolfo di Fiandra o Arnolfo di Hainaut, detto l'infelice, in francese: Arnoul le Malheureux (1055 circa – Bavinchove, 22 febbraio 1071) fu conte d'Hainaut e conte delle Fiandre dal 1070 fino alla morte.

## Origine
Arnolfo, secondo la Genealogica Comitum Flandriæ Bertiniana, era il figlio primogenito del conte delle Fiandre e Conte di Hainaut, Baldovino VI, e della Contessa di Hainaut, Richilde di Egisheim, l'unica figlia del Conte di Hainaut, Reginardo V e della moglie, Matilde di Verdun, sia secondo gli Iacobi de Guisia Annales Hanoniæ (Richildem virginem, filiam Ragineri comitis), sia secondo le Ægidii Aurevallensis Gesta Episcoporum Leodiensium III (Richildis comitissa Haynonie filia Raineri comitis filii comitis Raineri Longicolli), ad anche secondo la Historia Comitum Ghisnensium (Richildis Montensis comitis filia).
Baldovino VI delle Fiandre, sempre secondo la Genealogica Comitum Flandriæ Bertiniana, era il figlio primogenito di Baldovino V, conte delle Fiandre, e della sorella del re di Francia, Enrico I (come ci conferma il monaco e cronista inglese, Orderico Vitale), Adele di Francia, che secondo la Genealogiæ Scriptoris Fusniacensis era figlia del re di Francia, Roberto II, detto il Pio e di Costanza d'Arles.

## Biografia
Suo padre Baldovino era divenuto Baldovino I Conte di Hainaut, nel 1051, per diritto matrimoniale, dopo aver sposato a Contessa di Hainaut, Richilde di Egisheim, che era vedova del Conte di Hainaut, Ermanno, come precisa il Chronicon S. Andreæ, Castri Cameracesii II, spodestando i due figli minorenni, che Rachele aveva avuto dal primo marito, Ermanno di Hainaut, che, secondo la Gisleberti Chronicon Hanoniense, erano stati avviati alla vita religiosa: Ruggero, che secondo gli Iacobi de Guisia Annales Hanoniæ, era claudicante dalla nascita, divenne, nel 1066, vescovo di Châlons, mentre la figlia Agnese, entrata in monastero, divenne suora.
Poi suo padre, Baldovino nel 1067, divenne Conte delle Fiandre come Baldovino VI, succedette al padre, Baldovino V, che in quell'anno era morto; gli IAnnales Elnonenses Maiores riportano la morte del padre, Baldovino V.
Suo padre, Baldovino VI morì, quando Arnolfo aveva quindici anni, nel 1070; sia gli IAnnales Elnonenses Maiores che gli Annales Blandinienses riportano la morte di Baldovino VI, il 17 luglio (XVI Kal Aug)
A Baldovino VI succedette il figlio maggiore, Arnolfo, sia nelle Fiandre, come Arnolfo III, che in Hainaut, come Arnolfo I.
Rimasta nuovamente vedova sua madre, Richilde, che era preoccupata della ribellione del cognato e zio di Arnolfo, Roberto il Frisone, per il possesso delle Fiandre, per avere un alleato contro il cognato, si offrì in moglie a Guglielmo FitzOsborn, Conte di Hereford, anche lui vedovo e, in quello stesso anno, Richilde, in terze nozze, si unì a Guglielmo, che, secondo gli Annales de Wintonia era nipote del re d'Inghilterra, Guglielmo il Conquistatore; il matrimonio fu approvato sia da Guglielmo il Conquistatore che dal re di Francia, Filippo I.
Roberto il Frisone aveva contestato la successione a Baldovino VI, e attaccò le truppe di Arnolfo, il 22 febbraio 1071, nella battaglia di Cassel, a Bavinchove, ai piedi di Mont-Cassel, prima che queste avessero avuto il tempo di organizzarsi. Arnolfo stesso rimase ucciso nella battaglia insieme a Guglielmo FitzOsborn e Richilde venne catturata dalle forze di Roberto, come ci confermano gli Annales Blandinienses. Lo scontro viene confermato dal documento n° XXI del Cartulaire de l'Abbaye de Saint-Bertin, che lo cita come una guerra civile (pugna civili), avvenuta a Cassel (apud castrum Casseletum), e conclusa con la morte di Arnolfo III e la cacciata dalla contea della madre, Richilde e del fratello minore, Baldovino; Roberto, dopo aver ottenuto la vittoria, ebbe tutte le Fiandre, divenendo conte di Fiandra, mentre la contea di Hainaut andò Baldovino (Baldovino II d'Hainaut).
Richilde viene citata assieme al figlio, Baldovino, dal re di Germania e futuro imperatore, Enrico IV di Franconia nel documento n° 242, datato 1071, dei Heinrici IV Diplomata, in cui le venne riconosciuto il titolo di contessa di Hainaut unitamente al figlio, Baldovino II.
Il corpo di Arnolfo fu inumato nel mausoleo che suo zio Roberto volle per lui nell'Abbazia di San Bertino a Saint-Omer.

## Discendenza
Di Arnolfo non si conoscono, né un'eventuale moglie né discendenti

## Ascendenza
|                         |   |                       | Genitori                |  |  | Nonni |  |  | Bisnonni                |  |  | Trisnonni             |  |
|                         |   |                       |                         |  |  |       |  |  | Baldovino IV di Fiandra |  |  | Arnolfo II di Fiandra |  |
|                         |   |                       |                         |  |  |       |  |  | Baldovino IV di Fiandra |  |  | Arnolfo II di Fiandra |  |
|                         |   | Rozala d'Ivrea        |                         |  |  |       |  |  | Baldovino IV di Fiandra |  |  |                       |  |
| Baldovino V di Fiandra  |   |                       |                         |  |  |       |  |  | Baldovino IV di Fiandra |  |  |                       |  |
|                         |   | Ogiva di Lussemburgo  | Federico di Lussemburgo |  |  |       |  |  |                         |  |  |                       |  |
|                         |   | Ogiva di Lussemburgo  | Federico di Lussemburgo |  |  |       |  |  |                         |  |  |                       |  |
|                         |   | Ogiva di Lussemburgo  | Irmtrude di Wetterau    |  |  |       |  |  |                         |  |  |                       |  |
| Baldovino VI di Fiandra |   | Ogiva di Lussemburgo  |                         |  |  |       |  |  |                         |  |  |                       |  |
|                         |   | Roberto II di Francia | Ugo Capeto              |  |  |       |  |  |                         |  |  |                       |  |
|                         |   | Roberto II di Francia | Ugo Capeto              |  |  |       |  |  |                         |  |  |                       |  |
|                         |   | Roberto II di Francia | Adelaide d'Aquitania    |  |  |       |  |  |                         |  |  |                       |  |
| Adele di Francia        |   | Roberto II di Francia |                         |  |  |       |  |  |                         |  |  |                       |  |
|                         |   | Costanza d'Arles      | Guglielmo I di Provenza |  |  |       |  |  |                         |  |  |                       |  |
|                         |   | Costanza d'Arles      | Guglielmo I di Provenza |  |  |       |  |  |                         |  |  |                       |  |
|                         |   | Costanza d'Arles      | Adelaide d'Angiò        |  |  |       |  |  |                         |  |  |                       |  |
| Arnolfo III di Fiandra  |   | Costanza d'Arles      |                         |  |  |       |  |  |                         |  |  |                       |  |
|                         | … | …                     |                         |  |  |       |  |  |                         |  |  |                       |  |
|                         | … | …                     |                         |  |  |       |  |  |                         |  |  |                       |  |
|                         | … | …                     |                         |  |  |       |  |  |                         |  |  |                       |  |
| …                       | … |                       |                         |  |  |       |  |  |                         |  |  |                       |  |
|                         |   | …                     | …                       |  |  |       |  |  |                         |  |  |                       |  |
|                         |   | …                     | …                       |  |  |       |  |  |                         |  |  |                       |  |
|                         |   | …                     | …                       |  |  |       |  |  |                         |  |  |                       |  |
| Richilde di Hainaut     |   | …                     |                         |  |  |       |  |  |                         |  |  |                       |  |
|                         |   | …                     | …                       |  |  |       |  |  |                         |  |  |                       |  |
|                         |   | …                     | …                       |  |  |       |  |  |                         |  |  |                       |  |
|                         |   | …                     | …                       |  |  |       |  |  |                         |  |  |                       |  |
| …                       |   | …                     |                         |  |  |       |  |  |                         |  |  |                       |  |
|                         |   | …                     | …                       |  |  |       |  |  |                         |  |  |                       |  |
|                         |   | …                     | …                       |  |  |       |  |  |                         |  |  |                       |  |
|                         |   | …                     | …                       |  |  |       |  |  |                         |  |  |                       |  |
|                         |   | …                     |                         |  |  |       |  |  |                         |  |  |                       |  |

### Fonti primarie
- (LA) Monumenta Germaniae Historica, Scriptores, tomus V (archiviato dall'url originale il 23 settembre 2015)..
- (LA) Monumenta Germaniae Historica, Scriptores, tomus VI (archiviato dall'url originale il 27 settembre 2017)..
- (LA) Monumenta Germaniae Historica, Scriptores, tomus VII (archiviato dall'url originale il 23 settembre 2015)..
- (LA) Monumenta Germaniae Historica, Scriptores, tomus IX (archiviato dall'url originale il 13 giugno 2018)..
- (LA)   Monumenta Germaniae Historica, Scriptores, tomus XIII.[collegamento interrotto].
- (LA) Monumenta Germaniae Historica, Scriptores, tomus XXI (archiviato dall'url originale il 25 settembre 2017)..
- (LA) Monumenta Germaniae Historica, Scriptores, tomus XXIV (archiviato dall'url originale il 18 luglio 2018)..
- (LA) Monumenta Germaniae Historica, Scriptores, tomus XXV (archiviato dall'url originale il 25 febbraio 2015)..
- (LA) Monumenta Germaniae Historica, Scriptores, tomus XXX.1 (archiviato dall'url originale il 23 settembre 2015)..
- (LA) Ordericus Vitalis, Historia Ecclesiastica, vol. II..
- (LA) Monumenta Germaniae Historica, Diplomata regum et imperatorumi Germaniae, tomus VI, Heinrici IV.1 Diplomata (archiviato dall'url originale il 23 settembre 2015)..
- (LA) Cartulaire de l'Abbaye de Saint-Bertin..
- (LA) Annales Monastici Vol. II..